# Pleurogeophilus hypotrichus
Pleurogeophilus hypotrichus är en mångfotingart som beskrevs av Folkmanova 1956. Pleurogeophilus hypotrichus ingår i släktet Pleurogeophilus och familjen storjordkrypare. Inga underarter finns listade i Catalogue of Life.